# Jak-14
Jak-14 (ros. Як-14) – radziecki ciężki szybowiec desantowy z okresu po II wojnie światowej.

## Historia
Po zakończeniu II wojny światowej nastąpił rozwój wojsk powietrznodesantowych w ZSRR, w celu zwiększenia ich skuteczności rozpoczęto prace nad budową szybowców transportowych służących do przewozu sprzętu oraz żołnierzy. Wśród zamówionych projektów znalazł się średni szybowiec transportowy, którego opracowanie i budowę zlecono zespołowi kierowanemu przez Aleksandra Jakowlewa.
Opracowany przez Jakowlewa szybowiec otrzymał oznaczenie Jak-14 i został zbudowany w 1948 roku.
W 1949 roku został on oficjalnie zademonstrowany na święcie lotnictwa radzieckiego, a następnie wprowadzony do produkcji seryjnej. Zbudowano 413 szybowców tego typu.

## Użycie

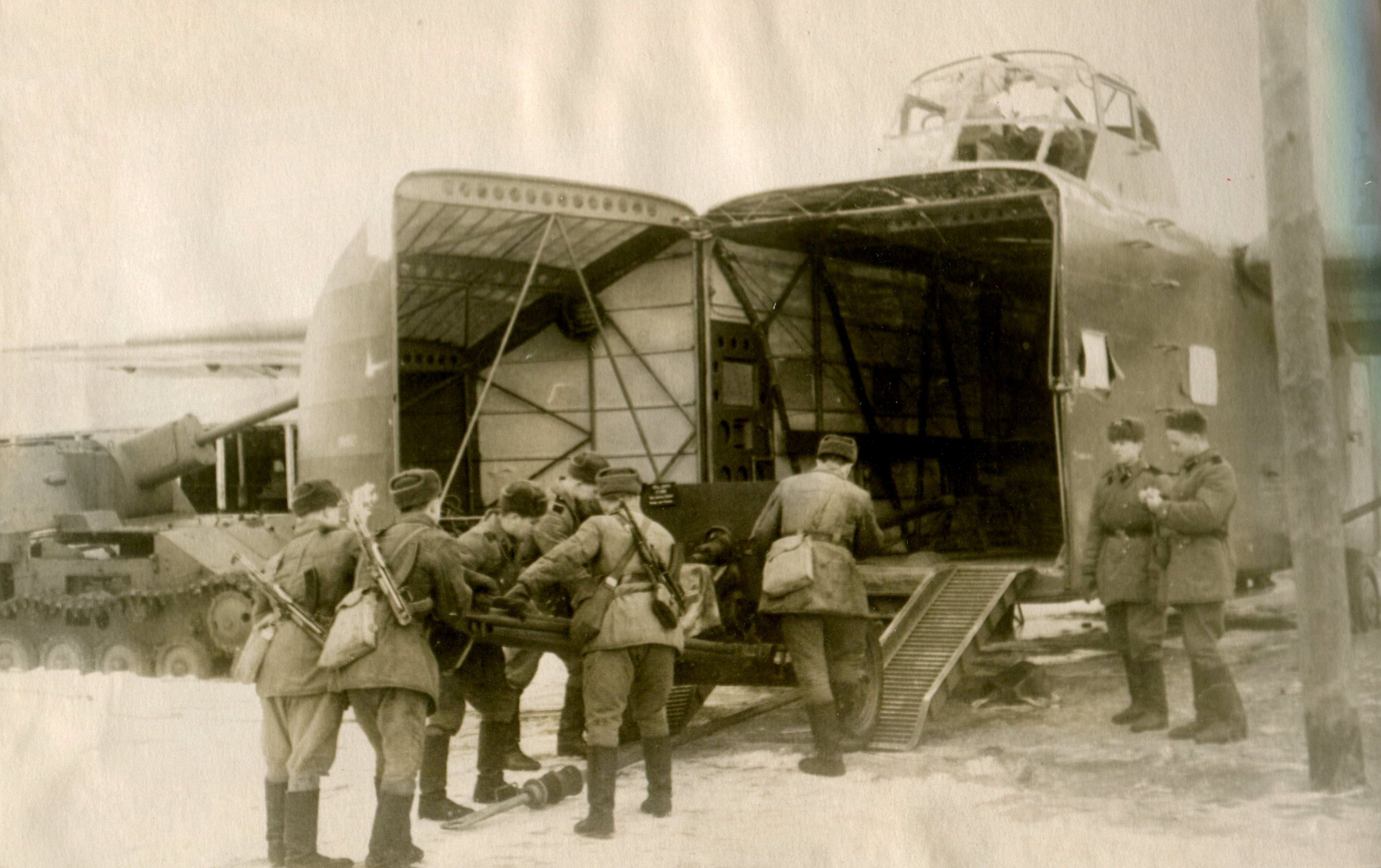
Załadunek sprzętu do szybowca

Szybowiec Jak-14 po rozpoczęciu produkcji seryjnej wszedł do użycia jednostek desantowych Armii Radzieckiej. W jednostkach tych służył do przewozu sprzętu np. armaty kal. 76 mm wraz z samochodem GAZ-67B czy działa samobieżnego ASU-57. Szybowiec Jak-14 był holowany przez samoloty Ił-12D. Szybowce były używane w jednostkach desantowych do końca lat pięćdziesiątych, gdy zaczęto je zastępować samolotami An-12, śmigłowcami Mi-4 i Mi-6.
W marcu 1954 roku użyto tych szybowców do dostarczenia sprzętu (w tym spychaczy) do arktycznej stacji badawczej SP-4 znajdującej się na krze w pobliżu Bieguna Północnego, jest to jedyny przypadek użycia szybowców do transportu w Arktyce.
Kilka szybowców Jak-14 otrzymało lotnictwo Czechosłowacji, gdzie nosiły one oznaczenie NK-14. Podobnie jak w ZSRR używano ich do końca lat 50.

## Opis konstrukcji

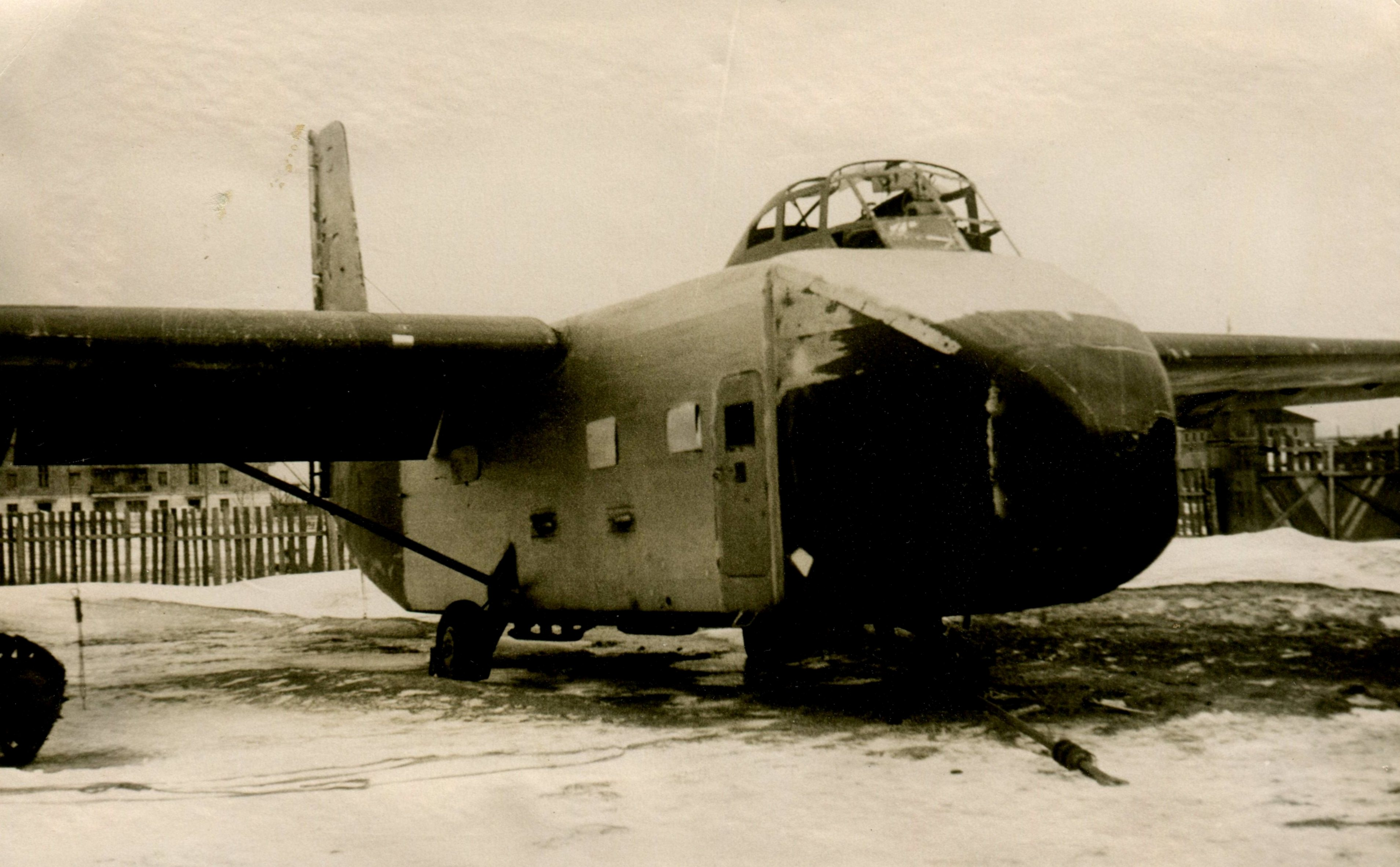
Jak-14

Szybowiec Jak-14 był zbudowany w układzie zastrzałowego górnopłatu. Konstrukcja drewniana.
Kadłub o konstrukcji półskorupowej o prostokątnym przekroju poprzecznym. Ładownia była dostępna po odchyleniu w prawą stronę nosowej części kadłuba. Kabina załogi umieszczona była na grzbiecie kadłuba.
Płat szybowca był trójdzielny, wyposażony w klapy tylne i lotki. Posiadał wzmocnienie w postaci pojedynczych zastrzałów.
Podwozie trójpodporowe, amortyzowane z przednim kółkiem.